# Commelina stefaniniana
Commelina stefaniniana är en himmelsblomsväxtart som beskrevs av Emilio Chiovenda. Commelina stefaniniana ingår i släktet himmelsblommor, och familjen himmelsblomsväxter. Inga underarter finns listade.